# Per von Ehrenheim
Per Henrik von Ehrenheim, född 31 mars 1889 i Kungs-Husby församling, Uppsala län, död 4 april 1981 i Sankt Pauli församling i Malmö, var en svensk häradshövding.
Efter studentexamen i Stockholm 1907 blev von Ehrenheim juris kandidat vid Uppsala universitet 1915. Han blev e.o. notarie i Svea hovrätt 1915, genomförde tingstjänstgöring i Uppsala läns norra domsaga 1915–18, blev t.f. fiskal i Svea hovrätt 1919, adjungerad ledamot 1920, assessor 1922, t.f. revisionssekreterare 1926, hovrättsråd 1930, revisionssekreterare 1931 och var häradshövding i Oxie och Skytts domsaga 1937–1954. Han var ordförande i poliskollegiet för Malmöhus län från 1942, biträde i Justitiedepartementet för lagstiftningsfrågor 1927–1929 och 1930–1932 samt biträde i Jordbruksdepartementet för lagstiftningsarbeten 1930. von Ehrenheim är begravd på Kungs-Husby kyrkogård.